# Raphael Tracey
Raphael Tracey (Gillespie, 6 febbraio 1904 – Saint Louis, 6 maggio 1975) è stato un calciatore statunitense, di ruolo difensore.

## Carriera
Prese parte ai mondiali del 1930 con la Nazionale statunitense.

## Statistiche

### Cronologia presenze e reti in nazionale
| Cronologia completa delle presenze e delle reti in nazionale ― Stati Uniti | Cronologia completa delle presenze e delle reti in nazionale ― Stati Uniti | Cronologia completa delle presenze e delle reti in nazionale ― Stati Uniti | Cronologia completa delle presenze e delle reti in nazionale ― Stati Uniti | Cronologia completa delle presenze e delle reti in nazionale ― Stati Uniti | Cronologia completa delle presenze e delle reti in nazionale ― Stati Uniti | Cronologia completa delle presenze e delle reti in nazionale ― Stati Uniti | Cronologia completa delle presenze e delle reti in nazionale ― Stati Uniti |
| Data                                                                       | Città                                                                      | In casa                                                                    | Risultato                                                                  | Ospiti                                                                     | Competizione                                                               | Reti                                                                       | Note                                                                       |
| -------------------------------------------------------------------------- | -------------------------------------------------------------------------- | -------------------------------------------------------------------------- | -------------------------------------------------------------------------- | -------------------------------------------------------------------------- | -------------------------------------------------------------------------- | -------------------------------------------------------------------------- | -------------------------------------------------------------------------- |
| 13-7-1930                                                                  | Montevideo                                                                 | Stati Uniti                                                                | 3 – 0                                                                      | Belgio                                                                     | Mondiali 1930 - 1º turno                                                   | -                                                                          |                                                                            |
| 17-7-1930                                                                  | Montevideo                                                                 | Stati Uniti                                                                | 3 – 0                                                                      | Paraguay                                                                   | Mondiali 1930 - 1º turno                                                   | -                                                                          |                                                                            |
| 26-7-1930                                                                  | Montevideo                                                                 | Argentina                                                                  | 6 – 1                                                                      | Stati Uniti                                                                | Mondiali 1930 - Semifinale                                                 | -                                                                          |                                                                            |
| Totale                                                                     |                                                                            | Presenze                                                                   | 3                                                                          |                                                                            | Reti                                                                       | 0                                                                          |                                                                            |